# Anadara crassicostata
Anadara crassicostata is een tweekleppigensoort uit de familie van de Arcidae. De wetenschappelijke naam van de soort is voor het eerst geldig gepubliceerd in 1873 door H. Adams.